# Tridactyle anthomaniaca
Espèce
Synonymes
- Angraecum lepidotum Rchb.f. ex Rolfe[1]
- Angraecum trachyrrhizum Schltr.[1]
- Angraecum wittmackii Kraenzl.[1]
- Listrostachys anthomaniaca Rchb.f.[1]
- Listrostachys wittmackii (Kraenzl.) Rolfe[1]
- Rhaphidorhynchus lepidotus (Rchb.f. ex Rolfe) Finet[1]
- Summerhayesia rwandensis Geerinck[1]
- Tridactyle anthomaniaca subsp. anthomaniaca[1]
- Tridactyle lepidota (Rchb.f. ex Rolfe) Schltr.[1]
- Tridactyle trachyrrhiza (Schltr.) Schltr.[1]

Tridactyle anthomaniaca (Rchb. f.) Summerh. est une espèce de plantes à fleurs de la famille des Orchidaceae (les orchidées) et du genre Tridactyle, endémique d'Afrique centrale.

## Description
Tridactyle anthomaniaca est une herbe épiphyte avec une tige de 41 cm de long pendante et ramifiée avec des racines lisses. Les feuilles sont nombreuses de forme ovale à oblongue, espacées de 5 à 6 mm avec une base tordue. Les inflorescences sont très courtes opposées aux feuilles. Les fleurs sont d'une couleur vert blanchâtre. 

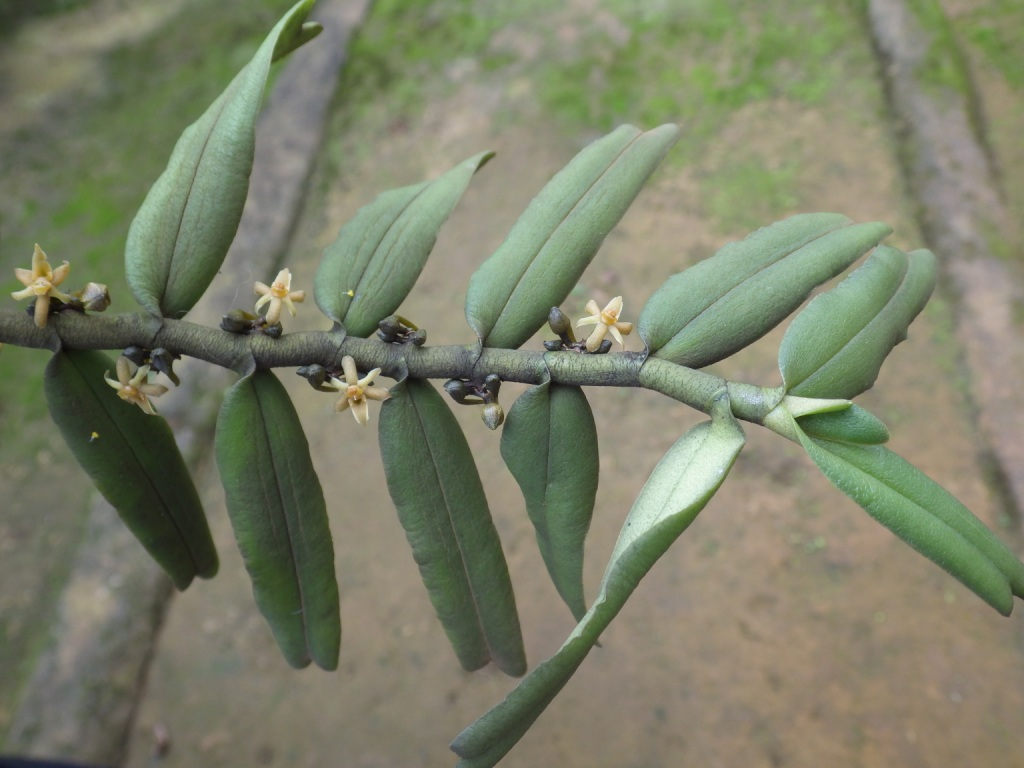
Tige.
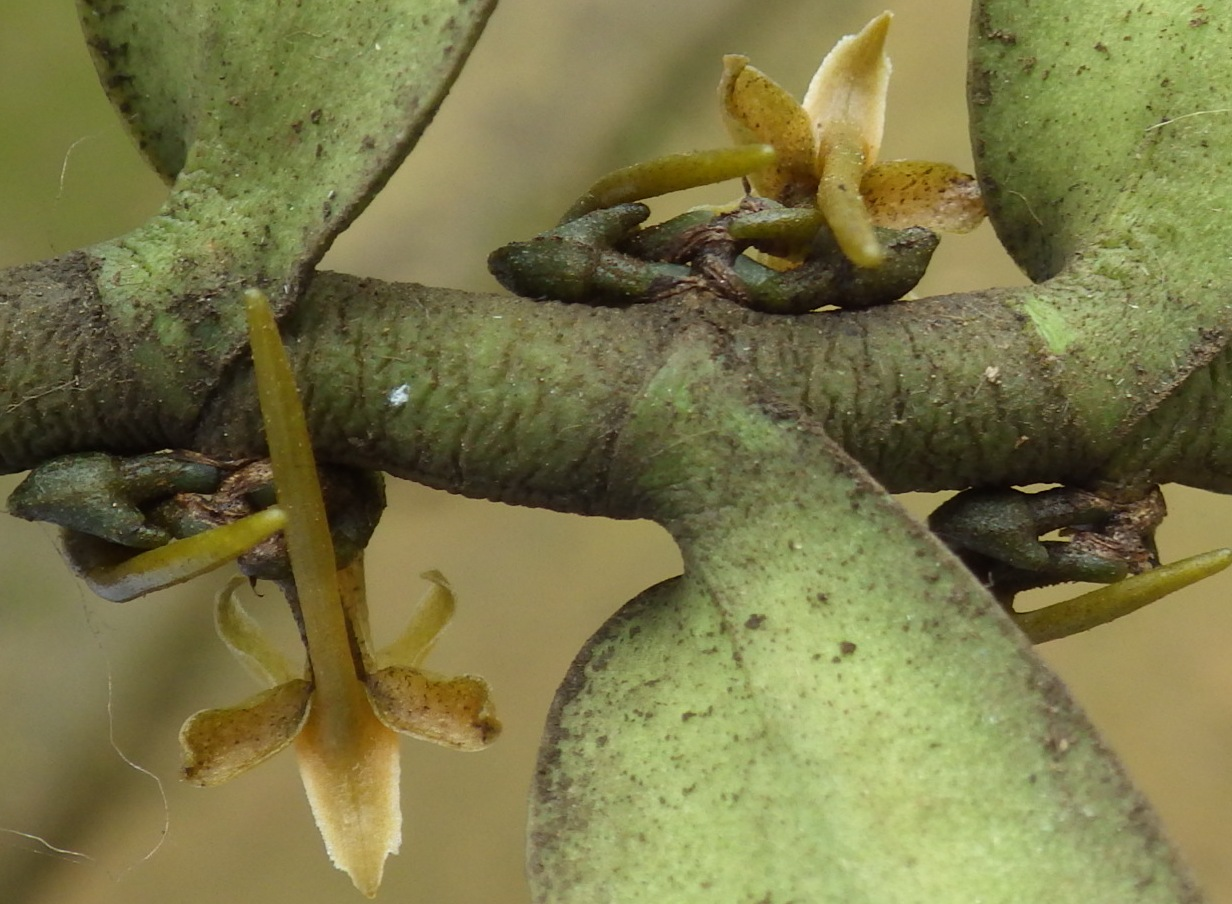
Inflorescence.
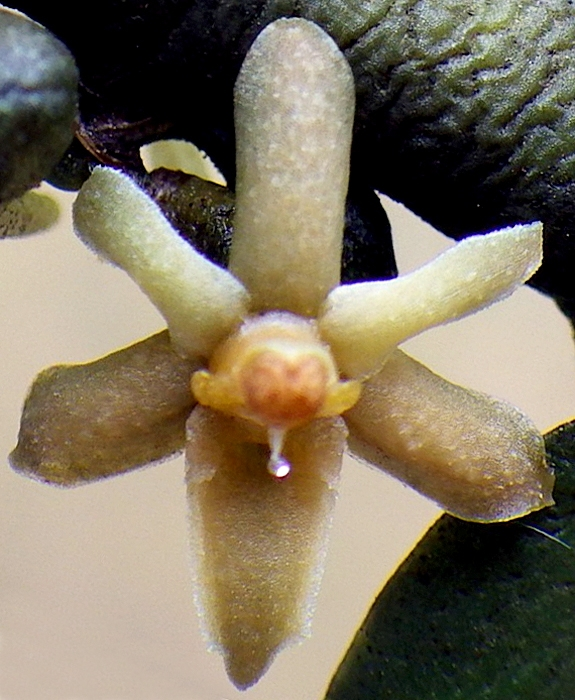
Tépales.

## Habitat et distribution
Tridactyle anthomaniaca pousse dans les forêts à feuilles persistantes à une altitude de 1 000-1 100 m. C'est une plante épiphyte qui pousse au-dessus de la canopée dans les forêts du Cameroun à la Guinée équatoriale (Région continentale).
Au Cameroun, la sous-espèce Tridactyle anthomaniaca subsp. nana P.J.Cribb & Stévart a été observée sur deux sites, dans le sanctuaire de faune sauvage de Banyang-Mbo , dans la région du Sud-Ouest, et à Akom II, dans la Région du Sud.

## Liste des sous-espèces
Selon Catalogue of Life (17 décembre 2017) et Tropicos (17 décembre 2017) (Attention liste brute contenant possiblement des synonymes) ::
- Tridactyle anthomaniaca subsp. anthomaniaca
- Tridactyle anthomaniaca subsp. nana P.J.Cribb & Stévart